# Muhammad Salih Mustafa
Muhammad Salih Mustafa és el president del partit i emir general del Partit Islàmic del Kurdistan (PIK), un grup islamista kurd que lluita per l'establiment d'un estat islàmic al Kurdistan, en el sud-est de Turquia. A diferència del Hizbollah Kurd, el PIK ha cooperat amb el Partit dels Treballadors del Kurdistan (PKK).